# Esso Motor Hotel

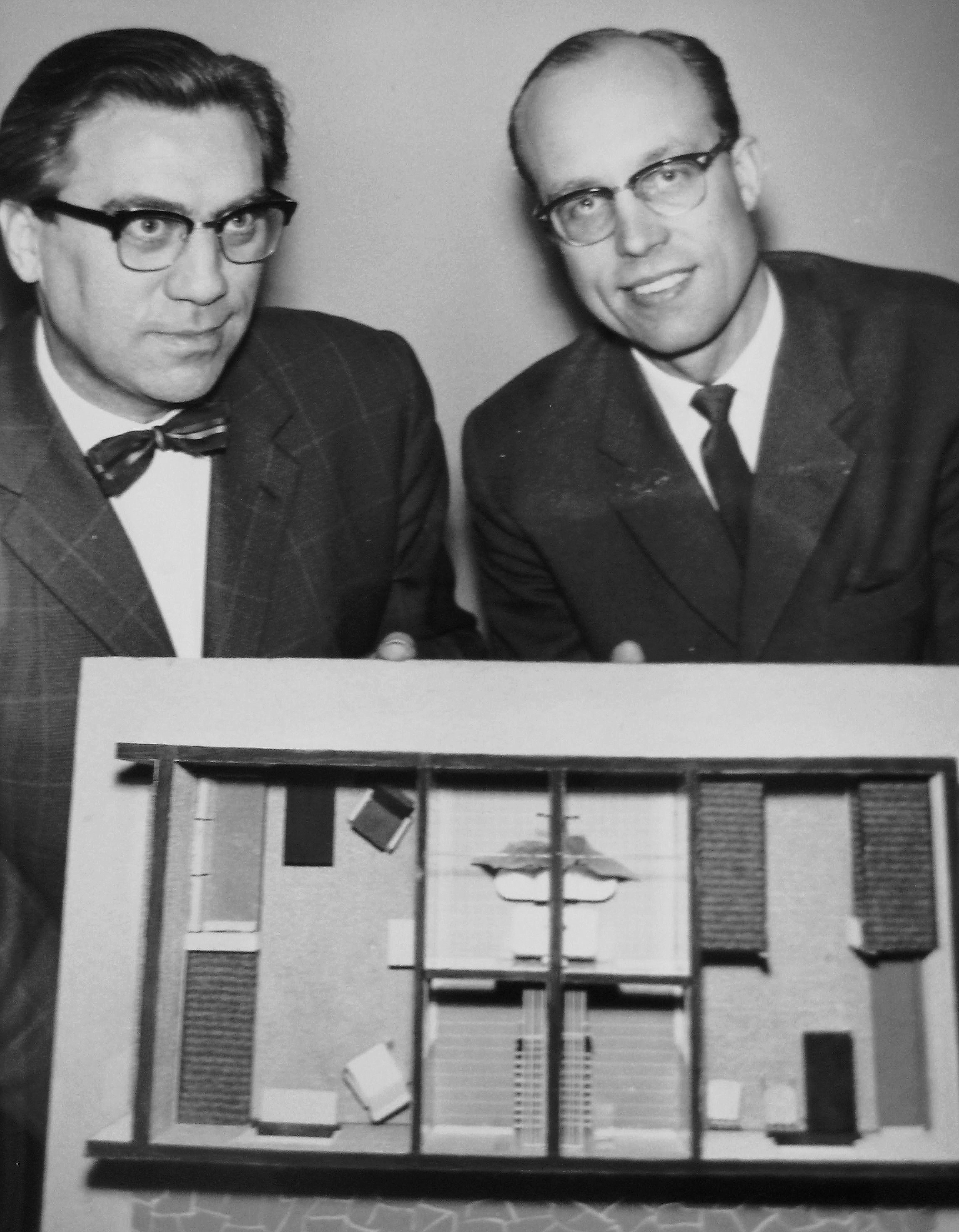
Entwurf der Esso Motorby, vorgestellt 1961 von Architekt Lennart Billgren und Svenska Esso Direktor Arne Gustafsson

Esso Motor Hotel war eine schwedische Tochtergesellschaft der US-amerikanischen Mineralölunternehmens Esso, die Hotels in Europa verwaltete.

## Geschichte
In Skandinavien entstand mit dem in den 1960er Jahren aufkommenden Autoverkehr auch der Wunsch nach Übernachtungsmöglichkeiten für Autofahrer. Die Esso-Tankstelle an der E 20 im schwedischen Laxå, halbwegs Stockholm und Göteborg, bot als Erste Schlafzimmer an, bis 1963 dort ein Motorby (Schwedisch für Motordorf) eröffnet und die Esso Motorhotell AB gegründet wurde. Danach folgten Motorbys in Härnosand, Östersund und Vara und ein Motel in Örkelljunga. Ein Motorby kombiniert eine Tankstelle und Werkstatt mit Verpflegung, wie Selbstbedienungsrestaurant und Kiosk, und Schlafzimmer, die direkt vom Parkplatz zugänglich sind. Spätere Esso Motor Hotels wurden besser ausgestattet mit Restaurant, Bank, Sportraum, Sauna, Schwimmbecken und Tagungsräumen, vor allem für Geschäftsreisende. Die ersten drei Motorbys wurden ausgebessert zum Esso Motor Hotel, aber die Niederlassungen in Vara und Örkelljunga verblieben in die niedrige Qualitätsstufe als Esso Motel.
Bis 1973 wurden 59 Hotels eröffnet: 32 in Skandinavien, acht in Großbritannien, zehn in Deutschland, zwei in Belgien, drei in den Niederlanden, eins in Österreich und drei in Italien. Die Hotels außerhalb Skandinaviens wurden von der Esso Motor Hotel Inc. in London verwaltet.

## DieEsso-Strecke
Nach der Eröffnung der ersten drei Hotels in Schweden folgte 1965 die Erweiterung ins Ausland mit der Niederlassung in Brescia. Die Strecke von Schweden bis zur Küste Italiens sollte mit Hotels bestückt werden, damit Skandinavier mit ihrem eigenen Wagen nach Italien fahren konnten. Ab Mölndal (Göteborg) führte die Strecke über die Fähre bei Helsingborg nach Glostrup (Kopenhagen) und von dort weiter über die, damals neue, Vogelfluglinie nach Deutschland. In Deutschland wählte Esso die HaFraBa-Strecke und südlich von Basel die heutige E 25 durch den Mont-Blanc-Tunnel. In Italien führte die Strecke durch Valle d’Aosta und über die Autostrada Serenissima nach Brescia. Die Hotels wurden in Abständen von etwa einem Reisetag gebaut. Ein Reservierungssystem ermöglichte die Buchung im nächsten Hotel entlang der Strecke. Als erstes Haus in Deutschland wurde das Hotel in Hannover im Frühling 1966 eröffnet, im Herbst 1966 folgte Freiburg im Breisgau. Mit der Eröffnung der Hotels in Kopenhagen (Glostrup) und Courmayeur war es möglich, die Strecke von Schweden nach Brescia mit Übernachtungen in Esso Motor Hotels zu fahren. Nach dieser Nord-Süd-Strecke folgten 1967 noch vier Häuser: zwei in Deutschland (Sindelfingen, Heidelberg) und zwei in Schweden. Die zwei schwedischen Häuser in Jönköping und Norrköping wurden entlang der Straße von Stockholm nach Helsingborg gebaut, damit sich die Reisenden aus Stockholm den Umweg über Laxå und Mölndal sparen konnten.

## Wachstum
Anfang 1968 waren 14 Hotels im Betrieb, 6 davon in Schweden, und lief ein großes Bauprojekt. Nach Plan sollte es im Sommer 1968 in Schweden schon 19 Esso Motor Hotels geben und 1969 sowie 1970 sollten je acht zusätzliche Häuser eröffnet werden. Statt Motel wurde die Bezeichnung Motor Hotel gewählt, um die bessere Ausstattung zu betonen. Die schwedischen Niederlassungen in Vara und Örkelljunga wurden als einfache Motels weitergeführt und sind deshalb nie als Motor Hotel bezeichnet worden. Außerhalb Schwedens wurde die britische Niederlassung in South Mimms über die Fähren nach Belgien und das Haus in Born (Niederlande) mit der Esso-Strecke verbunden. In Dänemark öffnete das Haus in Billund (heute das Legoland Hotel) im Juni 1968 zusammen mit dem Freizeitpark Legoland. In Maidenhead (England) wurde ein neues Motor Hotel zusammen mit dem Esso Bildungszentrum gebaut und in Casteau wurde in der Nähe von SHAPE das erste Haus in Belgien eröffnet. Während 1968 verdoppelte sich der Zahl der Motor Hotels, allerdings wurden in Schweden nur neun neue Hotels eröffnet und die Grundsteine gelegt für weitere fünf Häuser. Die nächste Verdopplung wurde erst Anfang 1973 erreicht.
Nach 1968 kamen vermehrt Geschäftsreisende als Kunden in Betracht und neue Hotels, davon fünf in Deutschland, wurden in oder nahe Handelsstädten gebaut. Ab Ende 1969 bekamen neue Häuser mindestens 100 Zimmer und existierende Häuser wurden erweitert. 1970 öffnete das Haus in Edinburgh, das noch mit Touristen als Kundenkreis rechnete, aber auch in Großbritannien stieg der Anteil von Geschäftsreisenden. Im Jahr 1972 waren außer Esso Motor Hotel noch viele, meistens amerikanische, Mitbewerber ins europäische Hotelgeschäft und hatte Esso Motor Hotel verschiedene Häuser in Norwegen, Großbritannien und Deutschland im Bau. Diese neue Betten kamen noch zu dem, seit Mitte 1960er Jahre, stark gewachsene Bettenzahl.

## Verkauf
Als Anfang der 1970er Jahre ein Überschuss an Hotelbetten entstand und Esso Geld für Öl-Aufschlussbohrungen brauchte, entschied Esso sich für den Ausstieg.

### Crest
1972 wurden neun der zehn Hotels in Deutschland und die Niederlassung in Linz verpachtet an Crest Hotels. Das Haus in Freiburg wurde nicht von Crest übernommen. Die restlichen nichtskandinavischen Häuser, einschließlich des sich im Bau befindlichen Hotels in Runcorn, wurden an Crest Hotels verkauft. 1976 wurde der Name in Eurocrest geändert und Crest wollte in Deutschland expandieren. Sechs neue Niederlassungen sollten dazu kommen und Crest erwarb die zehn gepachtete Häuser. Die vorherige Esso Motor Hotels und die sechs neue wurden danach, wie die schon 1972 gekaufte Häuser, alle als Eurocrest weiter betrieben. Später hat Crest ihre Hotels an andere Hotelketten weiterverkauft.

### Skandinavien
Die 32 Skandinavische Niederlassungen wurden nach das Geschäft mit Crest vorerst von Esso weiter betrieben. Die dänische Häuser wurden später auch verkauft. 1974 kaufte Lego das Hotel in Billund, 1979 wurde Glostrup als selbständiges Glostrup Park Hotel weiter geführt. In Schweden wurden ab 1973 noch weitere Hotels als Esso Motor Hotel gebaut. 1974 gab es 28 Niederlassungen in Schweden, Oktober 1976 bereits 44.
Neben den Esso Motor Hotels betrieb Esso in Schweden auch die Esso Scandic Hotels, Hotels in der Innenstadt ohne Tankstelle und Werkstatt, Esso Motels, wie Örkelljunga und Vara, mit einer minimalen Ausstattung und Taverna, Raststätten entlang der Reichsstraßen. 1977 hatte Esso Motor Hotel 10 % der schwedische Hotelbetten aber 25 % Marktanteil. 1983 gab es in Schweden 41 Esso Motor Hotels, 6 Esso Motels und 8 Esso Scandic Hotels. 1984 beendete Esso das ganze Hotelgeschäft und verkaufte die schwedische Tochter an skandinavische Investoren, worauf der Name in Scandic Hotels geändert wurde.

## Esso Motor Hotels

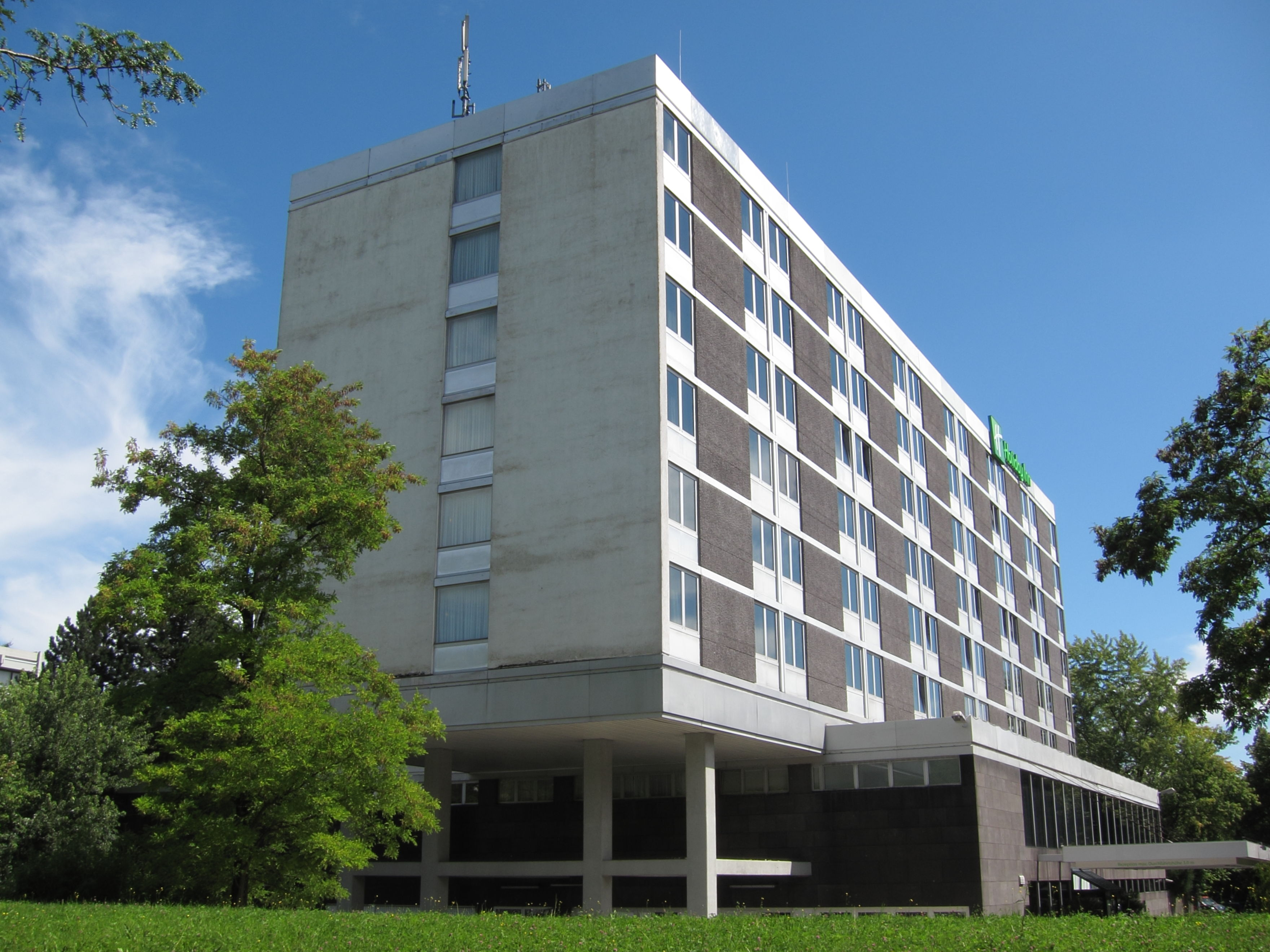
Ehemaliges Esso Motor Hotel in München

| Ort                       | Land                   | Eröffnung     |
| ------------------------- | ---------------------- | ------------- |
| Amsterdam                 | Niederlande            | 26. Feb. 1969 |
| Antwerpen                 | Belgien                | 1969          |
| Arlöv                     | Schweden               | 1968          |
| Askersund                 | Schweden               |               |
| Beechwood (Runcorn)       | Vereinigtes Königreich | 20. Feb. 1973 |
| Billund                   | Dänemark               | 1968          |
| Born                      | Niederlande            | 1968          |
| Borås                     | Schweden               | 1968          |
| Bremen                    | Deutschland            | Sep. 1972     |
| Brescia                   | Italien                | 1965          |
| Casteau                   | Belgien                | 1968          |
| Courmayeur                | Italien                | 1. Okt. 1966  |
| Coventry                  | Vereinigtes Königreich | 1972          |
| Edinburgh                 | Vereinigtes Königreich | 22. Mai 1970  |
| Glasgow                   | Vereinigtes Königreich | 21. Nov. 1972 |
| Eskilstuna                | Schweden               | 1968          |
| Falun                     | Schweden               | 1968          |
| Filipstad                 | Schweden               |               |
| Florenz                   | Italien                | 1969          |
| Frankfurt am Main         | Deutschland            | Aug. 1972     |
| Freiburg im Breisgau      | Deutschland            | 1966          |
| Kopenhagen                | Dänemark               | 1967          |
| Gävle                     | Schweden               | 1968          |
| Bristol                   | Vereinigtes Königreich | Juni 1972     |
| Hamburg                   | Deutschland            | 2. Sep. 1969  |
| Hannover                  | Deutschland            | 1966          |
| Heidelberg                | Deutschland            | 1967          |
| Hendon                    | Vereinigtes Königreich | < 1967        |
| Härnösand                 | Schweden               | 1964          |
| Helsingborg               | Schweden               | > 1968        |
| Høvik                     | Norwegen               | 1972          |
| Jönköping                 | Schweden               | 1967          |
| Kalmar                    | Schweden               | 1968          |
| Karlshamn                 | Schweden               |               |
| Karlstad                  | Schweden               |               |
| Köln                      | Deutschland            | 1971          |
| Kungens Kurva (Stockholm) | Schweden               | 1968          |
| Laxå                      | Schweden               | 14. Juli 1963 |
| Linköping                 | Schweden               |               |
| Linz                      | Österreich             |               |
| Luleå                     | Schweden               | > 1968        |
| Lund                      | Schweden               | > 1968        |
| Luton                     | Vereinigtes Königreich | > 1969        |
| Maidenhead                | Vereinigtes Königreich | 1968          |
| Malmö                     | Schweden               | 1968          |
| Mölndal                   | Schweden               | 1966          |
| München                   | Deutschland            | 1970          |
| Norrköping                | Schweden               | 1967          |
| Nürnberg                  | Deutschland            | 1968          |
| Östersund                 | Schweden               | 1965          |
| Örebro                    | Schweden               | > 1968        |
| Örkelljunga               | Schweden               | 1966          |
| Sindelfingen              | Deutschland            | 1967          |
| Söderhamn                 | Schweden               |               |
| Södertälje                | Schweden               | 1968          |
| Stavanger                 | Norwegen               | 13. Mai 1970  |
| Sundsvall                 | Schweden               |               |
| Trondheim                 | Norwegen               | Juni 1972     |
| Ulriksdal (Stockholm)     | Schweden               | > 1968        |
| Uppsala                   | Schweden               | > 1968        |
| Umeå                      | Schweden               |               |
| Växjö                     | Schweden               | > 1968        |
| Velp                      | Niederlande            | 1970          |
| Wembley                   | Vereinigtes Königreich | 1972          |